# King's Bounty: The Legend
King's Bounty: The Legend (укр. Королівська нагорода: Легенда, оригінальна назва — рос. King's Bounty: Легенда о Рыцаре) — фентезійна рольова відеогра з елементами покрокової стратегії, ремейк King's Bounty (1990), розроблений російською компанією Katauri Interactive та виданий компаніями 1С та Atari. Реліз гри в СНД відбувся 25 квітня 2008 року, у США та Європі гра вийшла 23 вересня того ж року. 10 квітня 2009 вийшло продовження гри — King's Bounty: Armored Princess.
Дія гри розгортається у вигаданому світі Ендорії, іронічно обігруючи штампи інших подібних ігор та фентезі взагалі. Гравець виступає в ролі королівського шукача скарбів, який виконує різні накази короля за винагороду та дворянські звання.

## Ігровий процес

Герой на роздоріжжі. Перед ним ліворуч купки золота, а праворуч персонаж із квестом

### Основи
У King's Bounty: The Legend наявний лише режим однокористувацької кампанії. Гравець керує героєм, що водить із собою армію, бореться з ворогами та виконує дані зустрінутими персонажами завдання задля отримання винагороди і просування сюжетом. Основна дія відбувається на карті пригод, де зображено місцевість, ворогів, скарби та інші важливі об'єкти. Карта поділяється на області, між якими є переходи. Нововідкриті землі зображаються на загальній схематичній карті. Подорожі відбуваються в реальному часі зі зміною частин доби. Багато ворогів при наближенні героя самі нападають на нього та можуть переслідувати, поки він не відійде досить далеко. Від дружніх персонажів протагоніст отримує завдання, за виконання яких винагороджується досвідом і скарбами. Час від часу над землею виникають промені, що позначають місце, де закопані скарби. Відкопавши їх, герой отримує ресурси чи екіпіровку.

### Герої
На початку гри гравець обирає героя: воїна, паладина чи мага. Воїн спеціалізується на командуванні великою армією, прикликанні Духів Люті, але має обмаль магічної енергії мани для чаклування. Паладин однаково покладається на військо і магію. Він заробляє в боях більше досвіду й отримує більше золота, здатний тримати війська у резерві. Маг бореться переважно чаклунством, а не силою армії. З набором досвіду він може відновлювати запас мани в бою.
В боях герой заробляє досвід і коли накопичує достатню його кількість, збільшує свій рівень розвитку, що вдосконалює його параметри та дає руни розвитку умінь. Руни крім того можуть траплятися як скарби. Параметр лідерства визначає скільки істот герой може тримати в загонах. Від атаки залежить скільки ушкоджень завдають війська ворогам. Захист показує як ефективно воїни протистоять ворожим атакам. Інтелект визначає силу і тривалість дії заклять. Мана є магічною енергією, що необхідна для чаклування і має обмежений запас. Парметр люті дозволяє прикликати Духів Люті на підмогу, а на високих рівнях розвитку робить війська невразливими до критичних атак. Герой наділений уміннями, що дають переваги в командуванні військами, або чаклуванні. Наприклад, уміння «медитиація» пришвидшує поповнення запасу мани. Існує три напрями умінь: сила, розум і магія. Вивчення нового уміння вимагає певної кількості рун одного чи кількох типів.
Також герой володіє екіпіровкою, надягаючи яку змінює свої параметри. Вона включає шолом, зброю, щит, броню, пояс, взуття, відзнаки та артефакти. Невикористовувані предмети складаються до загального інвентаря, поділеного на клітинки. Деякі предмети екіпіровки можна вдосконалити, щоб збільшити їхню користь. Трапляються набори екіпіровки, що будучи зібраними разом, дають додаткову користь, більшу, ніж у сумі частин.
У King's Bounty іронічно обігрується подружнє життя. Герой здатний одружитися і його дружина надає кілька додаткових клітинок для спорядження. Пізніше герой заводить дітей, від яких отримує певний бонус.

### Війська та бої

Битва героя і його війська проти нейтральної армії

Армія героя складається з різних істот, поділених на загони. Наймаються вони за золото в дружніх спорудах. Загони зображаються однією моделлю, під якою вказується реальна кількість істот. Здоров'я і атака всіх істот у загоні додаються. Війська володіють власними параметрами. Від раси залежить бойовий дух і деякі особливі правила. Дух знижується, коли в армії є воїни різних рас. Лідерство показує яке значення цього параметра потрібне герою для найму істоти. Бойовий дух визначає шанс завдати критичної атаки. Параметр атаки відображає скільки ушкоджень завдає істота за раз. Захист показує здатність зменшувати шкоду від ворожих нападів. Ініціатива — в якому порядку ходитимуть істоти. Швидкість — скільки дій може зробити істота за хід і виражається очками дії. Переміщення на кожну клітинку забирає одне очко дії, атака чи інша активність — усі. Вразливість показує до яких типів атак вразлива істота, отримуючи додаткові ушкодження. Ефекти відображають особливі стани, такі як отруєння. Особливості — спеціальні риси, котрими володіє воїн. Таланти є особливими здатностями, які загін може використати впродовж бою.
Загалом у грі існує понад 90 видів істот, поділених на раси: люди, ельфи, гноми, немертві, демони, орки та нейтральні.
Бої відбуваються на місцевостях, поділених на шестикутники. Армія гравця розташовується ліворуч, ворога — праворуч. Всі загони впродовж ходу можуть переміститися, атакувати чи скористатися талантами. Коли воїни і гравця і противника походили, починається наступний загальний хід. Герої не беруть участі в бою безпосередньо, проте можуть підтримувати армію магією і Духами Люті. На полі бою можуть трапитися скрині зі скарбами, які слід підібрати будь-яким загоном, або шкідливі предмети, такі як осине гніздо, що атакує всіх поблизу. Бій триває, поки всі істоти якоїсь зі сторін не будуть знищені. Якщо гравець перемагає, його герой отримує досвід і золото. В разі програшу гра не завершується, герой повертається до столиці, де отримує невелику армію і трохи золота, щоб продовжити пригоди.

### Шкатулка Люті
З певного сюжетного моменту протагоніст отримує доступ до Шкатулки Люті і чотирьох Духів Люті, що викликаються за допомогою неї.
- Зерок — дух каменю, стає доступний найпершим, найслабший з духів.
- Сліїм — болотний дух.
- Ліна — дух льоду.
- Жнець (від прізвиська смерті англ. Grim Reaper — «Похмурий Жнець») — дух часу, представлений у вигляді скелета у балахоні з косою.

Кожен дух стає доступний після виконання окремого завдання. Духи Люті, як і герой, можуть підвищувати свій рівень, при цьому вони можуть вивчати нові прийоми, або вдосконалювати старі. Всього у кожного духу чотири вміння, які він може застосовувати на полі бою. На їх використання витрачається лють — ресурс, що накопичується під час бою і знижується в решту часу. Духів не можна використовувати під час битв з босами.

### Магія
На відміну від ігор серії Heroes of Might and Magic, в King's Bounty відсутня «похідна» магія, всі доступні в грі заклинання призначені для використання в битвах. Магія в грі поділяється на три школи: Порядку, Хаосу і Викривлення. У всіх школах присутні заклинання, що завдають шкоди противнику, заклинання, що знижують характеристики ворожих юнітів, і заклинання, що підвищують характеристики своїх юнітів. На застосування заклинань витрачається мана. Мана відновлюється переважно поза боєм, але може і під час його (для цього потрібне спеціальне вміння), швидкість відновлення залежить від навичок героя. Крім того, повний запас мани герой отримує при відвідуванні спеціальних джерел на глобальній карті.
Гравець може застосовувати заклинання як зі своєї книги магії, так і з окремих сувоїв, при цьому кожен сувій можна використовувати лише один раз. До книги магії заклинання можна додавати з сувоїв, але при цьому треба витрачати окремий ресурс — магічні кристали. Крім того, за ті ж магічні кристали можна покращувати доступні у книзі магії заклинання.

## Сюжет
Майбутній королівський шукач скарбів (його канонічне ім'я Білл Гілберт) проходить навчання, що складається з трьох завдань. Йому належить врятувати від дракона муляж принцеси, побороти несправжнього некроманта і відшукати дешеві скарби. Після цього герой опиняється в замку, в околицях якого повинен відшукати за завданням короля Марка викрадені плюгени — своєрідні документи, купивши які піддані можуть порушувати закони. Герой виконує завдання жителів королівства та отримує Шкатулку Люті. Король доручає йому вирушити на один з непідконтрольних островів аби дізнатися що там відбувається.
Герой летить туди на дирижаблі і зустрічається з шаманом орків, який командує велетенською черепахою. Після перемоги над черепахою герою дається доручення вирушити до архіпелагу Острови Свободи, контрольованого піратами, щоб отримати карти шахт, необхідні для майбутньої війни з королівством гномів Кордар. Карти виявляються у пірата на ім'я Щасливчик Джеймс, який тримає гномів у рабстві. Герой повертається в Даріон, де розповідає королю про це, і той наказує покласти край експлуатації гномів, оскільки це заборонено в королівстві. Сліди приводять до барона Ахея, що викупив прикордонні шахти, чим і розв'язав війну між гномами і людьми. Герой перемагає війська Ахея, після чого король Марк доручає йому доставити мирний договір королю гномів. Той вирушає в Кордар, але король гномів Торн Дігор підозрює обман, тому дає завдання підтвердити добрі наміри, відбивши захоплений демонами замок, в якому живе його син. Коли замок визволено, він погоджується підписати договір.
Коли герой повертається до Марка, то довідується, що тим часом ельфи викрали єдину спадкоємицю престолу, принцесу Амелі. Щоб повернути її, герой вирушає в країну Еллінію. Там він дізнається, що душу королеви ельфів Фіолетти викрав ватажок немертвих Кардор, тому вона втратила глузд. Герой за допомогою відшуканої Книги мертвих вирушає в загробний світ, який є відображенням Еллінії. Там він долає лиходія, проте принцесу захоплюють орки та відвозять на острів Мурок. Єдиний шлях туди пролягає крізь магічний лабіринт Хааса, запечатаний кілька віків тому. В пошуках ключа від лабіринту герой іде до гномів, але розкриває, що ключ був викрадений під час навали демонів. Герой спускається в найглибші шахти, де знаходить портал, яким потрапляє до світу демонів та захоплює ключ від лабіринту. Пройшовши через лабіринт Хааса, який є складною системою порталів, герой опиняється на Муроці. Після битви з ватажком орків один з шаманів розповідає герою, що принцеса Амелі — божественна дитина, і її сльози володіють особливою силою. Герой змушує орків відвезти його до принцеси. Ті споряджають летючу машину Архаліт.
Герой опиняється на голові велетенської черепахи, що тримає на спині весь світ. Там на нього нападають дракони на чолі з Хаасом, що й влаштував викрадення Амелі. Здолавши драконів, герой повертає принцесу батькові. За це він отримує титул шукача світів.

## Оцінки й відгуки
| Агрегатор    | Оцінка |
| ------------ | ------ |
| GameRankings | 83     |
| Metacritic   | 79     |

| Видання   | Оцінка   |
| --------- | -------- |
| Eurogamer | 9 / 10   |
| GameSpy   | 4.5 / 5  |
| IGN       | 8.1 / 10 |

Гра отримала позитивні відгуки серед вітчизняної й більшої частини західної ігрової преси; середні бали на Metacritic, MobyGames та Game Rankings склали 79, 82 і 83 пунктів зі 100 відповідно.
Сайт GameSpy позитивно відгукнувся про гру, похваливши глибину стратегії, швидкий розвиток героя, рольові елементи. Зауважувалося, що King's Bounty має перевантажену об'єктами карту світу і нав'язливі бої в фіналі, яких неможливо уникнути.
В Eurogamer похвалили багатство деталей ігрового процесу, різноманітні побічні квести, значення підбору складу армії. Розкритиковано було переклад гри англійською та застарілий ігровий рушій.
Розважальний портал IGN високо оцінив ігровий процес, зокрема систему бою, похвали також удостоїлася музика. Проте графіку й простий сюжет було визначено слабкими аспектами King's Bounty.

## Продовження
- King's Bounty: Armored Princess — продовження, видане 10 травня 2009 року. В ньому гравець бере на себе роль принцеси Амелі, посланої королем на пошуки Білла Гілберта. Додалися зброєносці, ручний дракончик і живі магічні предмети, що розвиваються з часом. Героїня також отримала нові, порівняно із The Legend, уміння.
  - King's Bounty: Crossworlds — доповнення до Armored Princess, випущене 17 березня 2011 року. Надає дві кампанії: за найманця Артура, що повинен добути пояс чемпіона гладіаторської арени, та Амелі, котра мусить зупинити орків у їхніх пошуках джерела магічної сили.
- King's Bounty: Warriors of the North — видане 26 жовтня 2012 року. Тут гравець керує вікінгом Олафом, який бореться за визволення своїх земель від немертвих. Warriors of the North надає нові класи героя (вікінг, скальд і волхв), валькірій, котрі замінюють Духів Люті, магію рун, можливість майструвати екіпіровку, та нові уміння.
- King's Bounty: Dark Side — видане 14 серпня 2014 року. Пропонує гру за «лиходіїв», орка Багира, демонесу Неоліну та вампіра Даерта де Мортона, що борються проти «добрих» загарбників.